# ケープジラルドーの戦い
ケープジラードの戦い（ケープジラードのたたかい、英: Battle of Cape Girardeau）は、南北戦争の3年目、1863年4月26日に、ミズーリ州ケープジラード郡で、南軍ジョン・マーマデューク准将によるミズーリ州への第二次遠征の一部として起きた戦闘であり、北軍ジョン・マクニール准将の守備隊を追いかけて始まった。この戦闘は今日まで「戦い」と呼ばれてはいるが、比較的小さな戦闘であり、その重要性はマーマデュークによるミズーリ襲撃を終わらせることになった転回点としてである。

## 背景
ジョン・マーマデュークは1863年の初めに4,000名を超えるとされる騎兵隊を率いて、北軍の物資破壊と略奪を目指して、第一次のミズーリ州襲撃を敢行したが、第二次スプリングフィールドの戦いとハートビルの戦いを戦った後に、一旦アーカンソー州に退いていた。
マーマデューク将軍は1863年4月18日にアーカンソー州北東部からミズーリ州への第二次襲撃を始めた。この襲撃の間に、その部隊にとって大いに必要としている物資獲得を目指していた。部隊の内数百名は武器も無く、馬も無かった。マーマデュークは、その武器も無い兵士を放っておけば脱走するかもしれないと恐れたが、連れて行けば襲撃で武器や馬を捕まえて補充できると考えていた。
マーマデュークはその約5,000名の師団を2つに分け、それぞれ2個旅団に編成した。ジョージ・W・カーター大佐が一方の部隊を率い、コルトン・グリーン大佐とカーター自身が率いる旅団で構成した。2つ目の部隊はジョセフ・O・シェルビー大佐が率い、ジョージ・W・トンプソン大佐の率いるシェルビーの有名な鉄の旅団と、ジョン・Q・バーブリッジ大佐の率いる旅団で構成された。この師団全体で8門ないし10門の大砲を持っていた。
マーマデューク将軍はカーター大佐の部隊にミズーリ州ブルームフィールドに進行し、そこを守る北軍ジョン・マクニール准将の指揮下にある守備隊を捕まえるように命令した。マクニールが脱出できるとすれば、北軍の地域本部がある北のパイロットノブに向かうものと考えられた。マーマデュークはシェルビーの部隊を伴い、フレデリックタウンの北で、その脱出経路を阻止できると見た。シェルビー隊は4月22日にフレデリックタウンに到着したが、カーター隊はミンゴ湿地を抜けるのが難しかったために、4月23日になってブルームフィールドに到着した。カーターがブルームフィールドに到着したときに、マクニールが既に2日前にそこを出て行ったことが分かった。マクニールはマーマデュークの部隊がパイロットノブへの道にいることを知り、そこへ撤退せよという命令に逆らい、北東の要塞化した町ケープジラードに向かい、4月24日に到着した。
カーターはマクニールがフレデリックタウンとパイロットノブに向かう道路以外の方向に逃げた場合には、追いかけるなと指示を受けていた。しかし、カーターも命令に従わず、マクニールを追ってケープジラードから4マイル (6 km) 以内まですすみ、4月25日正午ごろに到着した。カーターは続いてマクニールに守備隊の降伏を迫り、30分以内に回答するよう要求する手紙を送った。この手紙には南軍のスターリング・プライス少将の署名もあり、マクニールにプライス将軍が近くにいると思わせ恐怖心を植え付けることを期待していた。しかし、マクニールはその防御力を信頼しており、降伏を拒否した。カーターは攻撃の前にマーマデューク将軍にその状況を伝える伝言を送り、マーマデュークはシェルビーの部隊と共にケープジラードで起こる可能性のある戦闘の応援に駆け付けることにした 。

### 要塞化
1861年、北軍ユリシーズ・グラント将軍はケープジラード市を取り巻く4つの戦略的な地点に砦を建設することを認めた。それらの砦はフォートAからフォートDまで名付けられた。フォートAは町の北端でミシシッピ川を見下ろす崖の上にあり、川を上って来る南軍の砲艦から市を守ることが意図されていた。フォートBは現在南東ミズーリ州立大学がある丘にあり、ペリービル道路やジャクソン道路（現在のブロードウェイ・アベニュー）から敵軍が近づいてきた場合の守りが意図された。フォートCは現在のサウスエリス通りとグッドホープ通りの交差点に近く、ブルームフィールド道路とゴードンビル道路（現在のインデペンデンス通り）、およびコマース道路（現在のスプリッグ通り）からの敵軍の接近に対して守っていた。
フォートDは市の南で川の崖の上にあり、フォートAと同様に主に川の守りが意図された。この地域では最大で最も重要な守備地であり、現在のケープジラードで唯一残っている砦である。しかし、フォートDはケープジラードの戦いで重要な役割を果たさなかった。

## 戦闘
4月25日夜、マクニール将軍は攻撃があることを予測して、蒸気船を使って女性や子供を上流の安全な場所に脱出させることを命令した。この夜の間に、2隻の砲艦と1隻の蒸気船が到着してマクニールの部隊を支援する兵士を載せてきた。この砲艦が川にあることで、マクニールはミシシッピ川からの脅威は無いものと判断し、フォートAとDにあった大砲を、市の西側にあるフォートBとCに移させた。マクニール隊は総勢約4,000名であり、その中にはアイオワ州、ウィスコンシン州、ネブラスカ州、イリノイ州からの支援連隊も含まれていた。ただし、これら連隊の中には戦闘が終わった後に到着したものがあったことは注目すべきである。
シェルビー隊は4月26日早朝にケープジラードに到着した。マーマデューク将軍の全師団が市の西端に揃った。バーブリッジ大佐の旅団を中央に、シェルビー旅団が左翼に、カーター隊が右翼に配置された。その戦列は北のセントメアリー墓地のすぐ東（現在のミズーリ・アベニューとミシシッピ通りの交差点近く）から、南のゴードンビル道路まで広がった。その中央はジャクソン道路にあった。
攻撃は4月26日午前10時に始まった。両軍から騎兵隊の突撃があり、どちらも失敗した。北軍はシェルビー大佐の優れた騎兵隊に撃退され、南軍の騎兵隊はフォートBとCの野砲からの激しい砲撃に遭って撃退された。砦とシェルビーの旅団との間の砲撃戦が戦闘の大半となった。戦闘は約4時間ないし5時間続き、午後2時過ぎにマーマデューク将軍が部隊に退却を命じて終わった。

## 戦いの後
この戦闘での死傷者について信頼すべき報告が無いので、「公式」と言われる数字は過大に報告され根拠が無い場合がある。確認された戦死者の数は両軍ともに10人を越えなかった。ただしある報告では戦死者の数が100名に近く、さらに300名以上が負傷したとしている。
この戦闘の後、マーマデューク将軍はミズーリ州ジャクソンまで後退し、その後部隊を率いてアーカンソー州に戻って第二次ミズーリ襲撃を終わらせた。マーマデュークは北軍に追われたが、アーカンソー州境を越えるまで特に接触は無かった。カーター大佐は命令に従わず、ケープジラードで不必要な戦闘を引き起こしたことに対する懲罰の意味もあって、部隊全体の指揮を外され旅団長に落とされた。
戦闘が終わった日に両軍ともはっきりとした勝利を得ていなかったが、戦略的には南軍をアーカンソー州に退却させた北軍の勝利だった。
歴史家のヘンリー・フィリップスは「この戦闘は軍事用語で戦闘というには十分な大きさになっていなかったが、流血戦となる可能性が十分あり、戦闘が起こらなかった理由は両軍の指揮官が互いに激戦を強制しないだけの理由があったからだった」と結論付けた。